# Wilhelm Jakob Wippel
Wilhelm Jakob Wippel (häufig auch Jacob; * 3. September 1760 in Berlin; † 2. November 1834 ebenda) war ein deutscher Pädagoge und Bibliothekar.

## Leben
Wippel war der Sohn des Rektors des Berliner Gymnasiums zum Grauen Kloster Johann Jakob Wippel. Nachdem sein Vater früh verstorben war, konnte seine Mutter die Mittel für eine angemessene Schulausbildung nicht aufbringen. Seine Schwester, die den Rektor der Lateinschule in Neuruppin geheiratet hatte, nahm ihn zu sich und ermöglichte ihm dort den Schulbesuch. 1769 kehrte er nach Berlin zurück. Dort absolvierte er bis 1782 das Gymnasium zum Grauen Kloster. Es schloss sich bis 1784 ein Studium der Theologie an der Universität Halle an. Allerdings hatte er bereits zu dieser Zeit den Entschluss gefasst, den Lehrerberuf auszuüben.
Wippel wurde am 3. August 1784 vom Gouverneur von Berlin General Wichard von Möllendorff zum Rektor der Berlinischen Garnisonschule ernannt. Er besuchte in Vorbereitung dieser Stellung die Musterschule zu Reckahn und die Garnisonschule zu Potsdam. Anschließend reformierte er die Berlinische Garnisonschule grundlegend. Die von ihm entworfenen Regelungen sind bis zu der Auflösung der Schule im Jahr 1849 aufrechterhalten worden und erhielten über die Schule hinaus Aufmerksamkeit.
Wippel erhielt 1785 zu seiner Stellung als Rektor zusätzlich eine obere Lehrerstelle an der Neuen Kadettenanstalt in Berlin. 1789 wurde er zum Professor der schönen Literatur und Künste berufen. Das Amt als Rektor der Garnisonschule gab er 1792 auf. 1810 wurde er zum Archivar der Kadettenanstalt ernannt. Als er 21. September 1819 seine Professur niederlegte, übernahm er die Leitung der Bibliothek der Anstalt. Noch am 3. August 1834 feierte er sein fünfzigjähriges Dienstjubiläum, kurz darauf, am 2. November 1734, verstarb er nach kurzer schwerer Krankheit.

## Werke (Auswahl)
- Von der Stiftung der Berlinischen Garnisonschule, und den Veränderungen, die mit der Schule vorgegangen sind, Berlin 1785.
- Lesebuch für die berlinische Garnisonschule, Berlin 1789.
- Fibel mit Holzschnitten, Unger, Berlin 1790.
- Die Ritterorden: ein tabellarisch-, chronologisch-, literarisch-, historisches Verzeichniß über alle weltliche Ritterorden, 2 Bände, Schade, Berlin 1817–1819. (Digitalisat)